# Wapen van Neede

Wapen van Neede

Het Wapen van Neede toont: "een gevierendeeld schild, waarin het eerste en vierde kwartier het wapen van de heer van Borculo, zijnde drie ballen of koeken van keel gevoerd op goud, in het tweede en derde kwartier een gouden balk gevoerd op azuur, gedekt met een gouden kroon van drie bladeren en twee parels, schildhouders twee leeuwen van goud, getongd en genageld van keel ".

## Geschiedenis
Dit wapen werd op 13 november 1931 verleend aan de voormalige gemeente Neede. Het wapen combineert de wapens van de heerlijkheid Borculo met dat van Bisdom Münster. Oorspronkelijk wilde men "in het tweede en derde kwartier het wapen van de bisschop van Münster zijnde een gouden balk gevoerd op azuur, het schild gedekt met een gouden gravenkroon en geflankeerd door twee gouden leeuwen op roden voet". De Hoge Raad van Adel ging daarmee akkoord mits de gravenkroon werd vervangen door een kroon van drie bladeren en twee parels. Bovendien moest "de rode voet" verdwijnen. De kleuren voor Münster rood-geel zijn vervangen door de rijkskleuren blauw-geel omdat de laatste kleurcompositie beter werd geacht.

## Afbeeldingen

Wapen van Munster
Wapen van Borculo
Wapen van Christoph Bernhard von Galen

## Bron
- Gemeentewapens, Jaarboek Achterhoek en Liemers 1982. Oudheidkundige vereniging "De Graafschap" Uitgave Walburg pers.

Aalst · 
Ammerzoden · 
Angerlo · 
Appeltern · 
Batenburg · 
Beesd · 
Beltrum · 
Bemmel · 
Bergharen · 
Bergh · 
Beusichem · 
Borculo · 
Brakel · 
Buurmalsen · 
Deil · 
Didam · 
Dinxperlo · 
Dodewaard ·
Doornspijk ·
Dreumel ·
Driel ·
Echteld ·
Eibergen ·
Elst ·
Est en Opijnen ·
Everdingen ·
Ewijk ·
Gameren ·
Geesteren · 
Geldermalsen · 
Gendringen · 
Gendt ·
Groenlo ·
Groesbeek ·  
Haaften ·
Hedel ·
's-Heerenberg ·
Heerewaarden ·
Hemmen ·
Hengelo ·
Herwen en Aerdt ·
Herwijnen ·
Heteren ·
Heukelum ·
Hoevelaken ·
Horssen ·
Huissen ·
Hummelo en Keppel ·
Hurwenen  ·
Kerkwijk ·
Keppel ·
Kesteren ·
Laren · 
Lichtenvoorde ·
Lienden ·
Lingewaal · 
Maurik ·
Millingen aan de Rijn ·
Nederhemert ·
Neede ·
Neerijnen ·
Netterden ·
Niftrik ·
Nijbroek ·
Ophemert ·
Overasselt ·
Pannerden ·
Poederoijen · 
Renkum ·
Rijnwaarden ·
Rossum ·
Ruurlo ·
Steenderen ·
Terborg ·
Twello ·
Ubbergen ·
Valburg ·
Varik ·
Vorden ·
Vuren ·
Waardenburg ·
Wadenoijen ·
Wamel ·
Wehl ·   
Warnsveld ·
Wisch ·
Zeddam ·
Zelhem ·
Zoelen ·
Zuilichem 

Dorps-, heerlijkheids- en stadswapens: 

Acquoy 
· Baak 
· Barlham 
· Bredevoort 
· Doreweerd 
· Elden
· Enspijk 
· Gellicum 
· Groessen 
· Hakfort 
· Hellouw 
· IJzendoorn 
· Kell  
· Lede en Oudewaard 
· Lichtenberg 
· Loil 
· Maasbommel 
· Meijnerswijk 
· Meteren 
· Middagten 
· Rhenoy 
. Rumpt
· Tricht 
· Verwolde 
· Wildenborch